# الاساک
الاساک (به فرانسوی: Allassac) یک کمون در فرانسه است که در Canton of Donzenac واقع شده‌است.

## خصوصیات
الاساک ۳۹٫۰۱ کیلومترمربع مساحت و ۳٬۷۹۶ نفر جمعیت دارد و ۱۷۰ متر بالاتر از سطح دریا واقع شده‌است.